# Гиллес, Пайпер
Па́йпер Ги́ллес (англ. Piper Gilles; род. 16 января 1992 года, Рокфорд, Иллинойс, США) — канадская, ранее американская фигуристка, выступающая в танцах на льду в паре с Полем Пуарье. Они — двукратные серебряные (2024, 2025) и двукратные бронзовые (2021, 2023) призёры чемпионатов мира, двукратные чемпионы четырёх континентов (2024, 2025), двукратные вице-чемпионы четырёх континентов (2014, 2020), бронзовые призёры чемпионата четырёх континентов (2019),  победители финала Гран-при (2022), бронзовые призёры финала Гран-при (2023), трёхкратные чемпионы Канады (2020, 2022, 2024), пятикратные вице-чемпионы Канады (2013, 2015, 2016, 2018, 2019), бронзовые призёры чемпионата Канады (2012, 2017).
На юниорском уровне выступала за США с Тимоти Маккернаном, а позже с Закари Донахью. В паре с Донахью она — двукратный бронзовый призёр чемпионата США среди юниоров (2009, 2010).
По состоянию на 4 февраля 2024 года, пара  Гиллес / Пуарье занимает 4-е место в рейтинге Международного союза конькобежцев (ИСУ).

## Карьера
Пайпер Гиллес родилась 16 января 1992 года в Рокфорде, недалеко от границы с Канадой.

### На родине
С юных лет она начала заниматься фигурным катанием. После 12 лет она выбрала танцы на льду, и тренеры поставили её в пару с Тимоти Маккернаном. С ним она выступала до весны 2008 года и добилась определённых успехов: в частности, они стали вице-чемпионами США среди юниоров и выиграли бронзовые медали на одном из юниорских этапов Гран-при.
Летом 2008 года Гиллес встала в пару с Закари Донахью, с ним она дважды была бронзовым медалистом первенства США среди юниоров. Они получили право выступать в финале юниорской серии Гран-при 2008 года, но из-за болезни Пайпер пропустили его. Оба раза пара не была отправлена на юниорский чемпионат мира. Весной 2010 года Донохью принял решение поменять партнёршу. Попытки Гиллес найти нового партнёра на родине не увенчались успехом.

### В Канаде
Весной 2011 года в Канаде распалась пара Ванесса Крон / Поль Пуарье, Ванесса решила выступать за Данию. Пайпер перебралась в Канаду и встала в пару с новым партнёром. На первом же совместном национальном первенстве они завоевали бронзовые медали, однако, на международных соревнованиях в сезоне 2011-2012 не выступали из-за «карантина», в связи со сменой спортивного гражданства партнёршей.

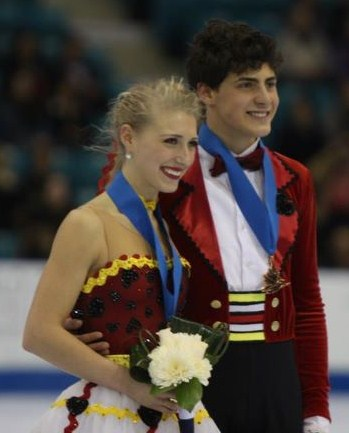
Пайпер Гиллес и Поль Пуарье на награждении чемпионата Канады 2012

Заняв лишь четвёртое место на чемпионате Канады в январе 2014 года, пара не попала на Олимпийские игры в Сочи, но поехала на чемпионат четырёх континентов в Тайбее. Канадская федерация послала на Тайвань второй состав, чтобы не перегружать основных спортсменов перед Олимпиадой. Гиллес и Пуарье выиграли там серебряные медали, уступив бывшему партнёру Пайпер З. Донахью и его новой партнёрше М. Хаббелл.
Успешный старт получился осенью 2014 года. Спортсмены удачно выступили дома в Барри на турнире Autumn Classic International, где им удалось финишировать вторыми. Далее они заняли второе место на втором этапе Гран-при. На французском этапе Гран-при в Бордо пара уверенно заняла второе место. Это позволило им без проблем выйти в финал Гран-при. В январе 2015 года они во второй раз стали вице-чемпионами страны. Очень хорошо стартовали и на чемпионате четырёх континентов в Сеуле; пара улучшила свои прежние спортивные достижения во всех трёх видах. Они оказались рядом с пьедесталом. На чемпионате мира в Шанхае спортсмены вновь улучшили все свои прежние спортивные достижения и пара замкнула шестёрку лучших пар в мире.
В конце октября пара выступали в Милуоки (США) на этапе серии Гран-при Skate America, где они заняли третье место. Далее пара выступала на этапе Гран-при Trophée Bompard, однако, после коротких программ, соревнования были отменены из соображений безопасности (в столице Франции произошла серия терактов). Через два месяца на национальном чемпионате пара финишировала вновь вторыми. Через месяц на континентальном чемпионате в Тайбэе фигуристы финишировали в пятёрке. В начале апреля в Бостоне на мировом чемпионате канадские танцоры вошли в число восьми лучших пар и улучшили свои прежние достижения в короткой, произвольной программах и сумме.
Новый предолимпийский сезон канадская пара начала в конце сентября в Германии на ежегодном турнире Небельхорн. Где в упорной борьбе им достались бронзовые медали. При этом они улучшили прежние свои достижения в произвольном танце и сумме. В конце октября канадские танцоры выступали на домашнем этапе Гран-при в Миссиссоге, где на Кубке федерации Канады уверенно заняли третье место и вновь были улучшены прежние спортивные достижения; только теперь все. В середине ноября фигуристы выступали на очередном этапе Гран-при в Париже, где на турнире Trophée de France они в упорной борьбе сумели завоевать бронзовые медали. В январе 2017 года на национальном чемпионате в Оттаве фигуристы не смогли составить конкуренции ведущим канадским парам и финишировали на третьем месте. В середине февраля фигуристы выступали в южнокорейском городе Каннын на континентальном чемпионате, где заняли место в середине десятке. В конце марта канадские фигуристы выступали на мировом чемпионате в Хельсинки, где им удалось замкнуть восьмёрку ведущих танцевальных пар. При этом они незначительно улучшили свои прежние достижения в коротком танце.
Новый олимпийский сезон канадские танцоры начали дома в Канаде, где на турнире Autumn Classic International они выступили удачно, и финишировали с бронзовой медалью. Через месяц они выступили в серии Гран-при на российском этапе, где канадцы финишировали рядом с пьедесталом. В конце ноября на американском этапе в Лейк-Плэсиде они также были рядом с пьедесталом. В середине января 2018 года в Ванкувере на национальном чемпионате спортсмены вернули себе звание вице-чемпионов Канады. В середине февраля в Канныне на личном турнире Олимпийских игр канадские фигуристы финишировали в конце десятки лучших танцоров.

## Программы

### С Пуарье
| Сезон     | Ритм-танец | Произвольный танец | Показательные номера |
| --------- | --- | --- | --- |
| 2023–2024 | - No More "I Love You's" The Lover Speaks - Addicted to Love Роберт Палмер хореография: Юрий Разгуляев, Кэрол Лэйн, Александра Крениан | - Main Theme / End Titles - Switching Sides (из фильма «Грозовой перевал») Рюити Сакамото хореография: Юрий Разгуляев, Кэрол Лэйн | |
| 2022–2023 | - Ча-ча-ча: Do What I Do Lady Bri - Румба: Rhythm Only (Rumba 25) Dancelife Studio Orchestra - Ча-ча-ча: Do What I Do Lady Bri хореография: Кэрол Лэйн, Юрий Разгуляев | - You Must Love Me в исполнении Мадонна - Waltz for Eva and Che в исполнении Party Time Karaoke - Waltz for Eva and Che в исполнении Мадонна и Антонио Бандерас - Don't Cry for Me Argentina в исполнении Мадонна (из фильма «Эвита») Эндрю Ллойд Уэббер и Тим Райс хореография: Юрий Разгуляев, Кэрол Лэйн | - Annie's Song - Thank God I'm a Country Boy Джон Денвер - Writing's on the Wall Сэм Смит                                           |
| 2021–2022 | - Блюз: I Guess That's Why They Call It The Blues - Диско: I'm Still Standing Элтон Джон хореография: Кэрол Лэйн, Юрий Разгуляев, Джефф Димитриу | - The Long and Winding Road The Beatles в исполнении Govardo хореография: Юрий Разгуляев, Кэрол Лэйн | - Vincent Дон Маклин в исполнении Govardo                                                                                           |
| 2019–2021 | - Марш: Movies Were Movies в исполнении Роберт Престон - Фокстрот: Look What Happened to Mabel в исполнении Бернадетт Питерс - Квикстеп: Entr'acte - Квикстеп: Tap Your Troubles Away в исполнении Лиза Кирк (из мюзикла «Мак и Мэйбл») Джерри Херман хореография: Кэрол Лэйн, Юрий Разгуляев, Джефф Димитриу                                         | - Both Sides Now Джони Митчелл хореография: Юрий Разгуляев, Кэрол Лэйн | - The Man in the Wings Элисон Мойе - In the Mood Винги Манноне, Энди Разаф, Джуди Гарленд - Vincent Дон Маклин в исполнении Govardo |
| 2018–2019 | - Танго: Angelica's Tango Пьерникола Ди Муро хореография: Юрий Разгуляев, Кэрол Лэйн | - Vincent Дон Маклин в исполнении Govardo хореография: Юрий Разгуляев, Кэрол Лэйн | - The Man in the Wings Элисон Мойе                                                                                                  |
|           | Короткий танец | | |
| 2017–2018 | - Босса-нова: Bossa Cubana Los Zafiros - Мамбо: Gopher Mambo Има Сумак | - Джеймс Бонд попурри - Thunderball - Octopussy Джон Барри хореография: Юрий Разгуляев, Кэрол Лэйн - Stolen Hearts - Perry Mason Theme Фред Стейнер - Smokey Sax Perry Hollywood Trailer Music Orchestra | - A Fifth of Beethoven Уолтер Мёрфи                                                                                                 |
| 2016–2017 | - Блюз: Oh What A Night For Dancing Барри Уайт, Вэнс Уилсон - Диско: Disco Inferno Leroy Green, Ron Kersey | - Con Buena Onda Daniel Lomuto, Ernesto Baffa, Hector M. Acre | - Let It Go Джеймс Бэй |
| 2015–2016 | - Вальс: Lucy in the Sky with Diamonds The Beatles - Марш: Norwegian Wood The Beatles - Вальс: Ob-La-Di, Ob-La-Da The Beatles - Вальс: Lucy in the Sky with Diamonds The Beatles - Марш: Six German Dances, K. 571, No. 6 Вольфганг Амадей Моцарт - Вальс: Air Pour Les Sauvages (из оперы «Галантная Индия») Жан-Филипп Рамо хореография: Кэрол Лэйн | Тоска: - She Said Жоран - Neverland Takenobu хореография: Кэрол Лэйн, Юрий Разгуляев, Пайпер Гиллес, Поль Пуарье | - Reaching for the Moon Элла Фицджеральд                                                                                            |
| 2014–2015 | - Пасодобль: El Gato Montes - Испанский вальс: Capriccio Espagnol Николай Римский-Корсаков | - Трамвай «Желание» - Джентльмены предпочитают блондинок: - Overture - Si tu vois ma mère Сидней Беше - Dans les rues d'Antibes Сидней Беше | - Would You Burn the Floor Orchestra                                                                                                |
| 2013–2014 | - Свинг: Just One Dance Каро Эмеральд - Квикстеп: You Don't Leave Me Каро Эмеральд | - Хичкок: Дэнни Эльфман - End Credit - Explosion - The Premiere - Психо: Бернард Херрманн - The Rainstorm | - Sweet Dreams - Pure Imagination                                                                                                   |
| 2012–2013 | - Мэри Поппинс: - Overture - Step in Time Роберт Б. Шерман, Ричард М. Шерман хореография: Кэрол Лэйн, Юрий Разгуляев | - The Gulag Orchestra Beirut - I Don't Think About You Anymore But - I Don't Think About You Any less Hungry Ghosts - Nicoleta Fanfare Ciocărlia хореография: Кэрол Лэйн, Юрий Разгуляев, Кристофер Дин | - Sexy and I Know It Хор - Sweet Dreams - Pure Imagination                                                                          |
| 2011–2012 | - Put It in a Love Song Алиша Киз, Бейонсе - Magalenha Сержио Мендес хореография: Кэрол Лэйн, Юрий Разгуляев | - Pure Imagination в исполнении Maroon 5 - Sweet Dreams Eurythmics - Pure Imagination в исполнении Хор хореография: Кристофер Дин | - Put It in a Love Song Алиша Киз, Бейонсе - Magalenha Сержио Мендес хореография: Кэрол Лэйн, Юрий Разгуляев                        |

### С Донохью
| Сезон     | Оригинальный танец | Произвольный танец |
| --------- | --- | --- |
| 2009–2010 | - Thank God I'm a Country Boy Джон Денвер - Take Me Home, Country Roads Джон Денвер - The Devil Went Down to Georgia Charlie Daniels Band - Flamenco medley The Gypsy Queens, Gipsy Kings | - Человек, который слишком много знал Бернард Херрманн - Vertigo Suite Бернард Херрманн - К северу через северо-запад Overture Бернард Херрманн |
| 2008–2009 | - Go Daddy-O Big Bad Voodoo Daddy - Flat Foot Floogie Yallopin' Hounds Orchestra - Sing, Sing, Sing Джеймс Хорнер                                                                         | - Magalenha Сержио Мендес - Bésame Mucho в исполнении Мишель Петруччиани, Graffiti Quartet - Pontero en Libertad Моника Наранхо                 |

### С Маккернан
| Сезон     | Оригинальный танец          | Произвольный танец  |
| --------- | --------------------------- | ------------------- |
| 2007–2008 | - St. James Infirmary Blues | - Золушка           |
| 2006–2007 | - Tanguedia Астор Пьяццолла | - Bulgarian Baroque |

## Спортивные достижения

### За Канаду

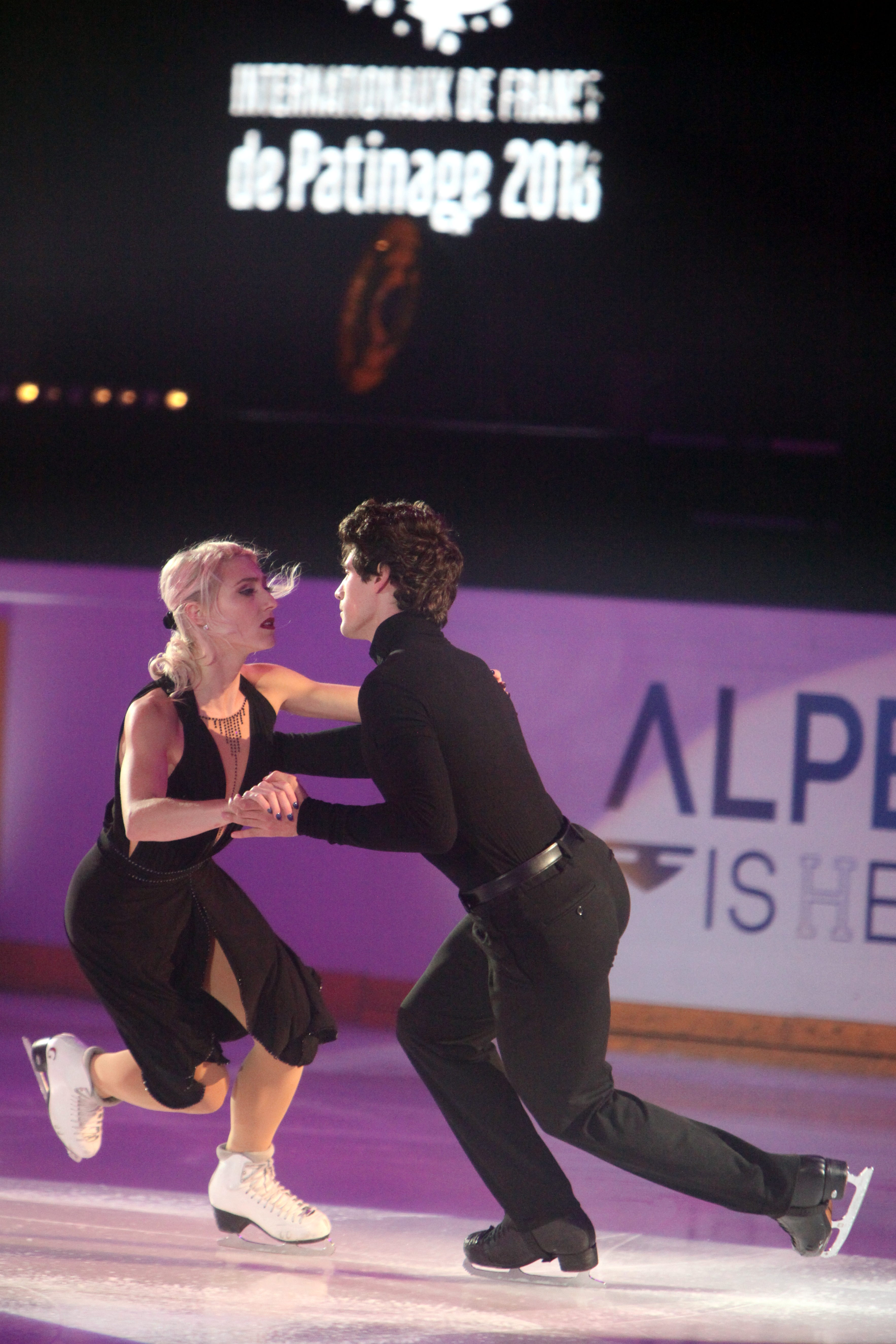
С Полем Пуарье в показательном выступлении на Internationaux de France 2018

(с П.Пуарье)
| Соревнования/Сезон                       | 11/12         | 12/13         | 13/14         | 14/15         | 15/16         | 16/17         | 17/18         | 18/19         | 19/20         | 20/21         | 21/22         | 22/23         | 23/24         | 24/25         |
| Международные                            | Международные | Международные | Международные | Международные | Международные | Международные | Международные | Международные | Международные | Международные | Международные | Международные | Международные | Международные |
| ---------------------------------------- | ------------- | ------------- | ------------- | ------------- | ------------- | ------------- | ------------- | ------------- | ------------- | ------------- | ------------- | ------------- | ------------- | ------------- |
| Зимние Олимпийские игры                  |               |               |               |               |               |               | 8             |               |               |               | 7             |               |               |               |
| Чемпионаты мира                          |               | 18            | 8             | 6             | 8             | 8             | 6             | 7             | C             | 3             | 5             | 3             | 2             | 2             |
| Чемпионаты четырёх континентов           |               | 5             | 2             | 4             | 5             | 6             |               | 3             | 2             |               |               |               | 1             | 1             |
| Финалы Гран-при                          |               |               |               | 5             |               |               |               |               | 5             |               | C             | 1             | 3             |               |
| Этапы Гран-при: Cup of China             |               |               |               |               |               |               |               |               |               |               |               |               | 1             |               |
| Этапы Гран-при: NHK Trophy               |               |               | 5             |               |               |               |               |               |               |               |               |               |               |               |
| Этапы Гран-при: Rostelecom Cup           |               |               | 6             |               |               |               | 4             |               | 2             |               |               |               |               |               |
| Этапы Гран-при: Skate America            |               |               |               |               | 3             |               | 4             |               |               |               |               |               |               |               |
| Этапы Гран-при: Skate Canada             |               | 4             |               | 2             |               | 3             |               | 3             | 1             | C             | 1             | 1             | 1             |               |
| Этапы Гран-при: Финляндия                |               |               |               |               |               |               |               |               |               |               |               | 1             |               |               |
| Этапы Гран-при: Франция                  |               | 6             |               | 2             | 2             | 3             |               | 3             |               |               | 2             |               |               |               |
| Челленджер. Autumn Classic International |               |               |               | 2             |               |               | 3             |               | 1             |               | 1             |               |               |               |
| Челленджер. Мемориал Ондрея Непелы       |               |               |               |               | 1             |               |               |               |               |               |               |               |               |               |
| Челленджер. Golden Spin                  |               |               |               |               |               |               |               | 1             |               |               |               |               |               |               |
| Челленджер. Nebelhorn Trophy             |               |               |               |               |               | 3             |               | 1             |               |               |               |               |               |               |
| Командные                                |               |               |               |               |               |               |               |               |               |               |               |               |               |               |
| Зимние Олимпийские игры                  |               |               |               |               |               |               |               |               |               |               | 4             |               |               |               |
| Командный чемпионат мира                 |               |               |               |               |               |               |               |               |               |               |               | 6             |               |               |
| Национальные                             |               |               |               |               |               |               |               |               |               |               |               |               |               |               |
| Чемпионаты Канады                        | 3             | 2             | 4             | 2             | 2             | 3             | 2             | 2             | 1             | C             | 1             |               | 1             |               |

### За США

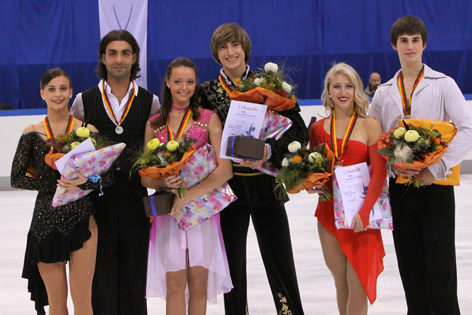
Пайпер Гиллес и Захари Донохью (справа) на ЮГП в Германии в 2009 году

(с З.Донохью)
| Соревнования                        | 08/09                       | 09/10                       |
| Международные среди юниоров         | Международные среди юниоров | Международные среди юниоров |
| ----------------------------------- | --------------------------- | --------------------------- |
| Чемпионаты мира среди юниоров       |                             | 9                           |
| Этапы юниорского Гран-при: Чехия    | 1                           |                             |
| Этапы юниорского Гран-при: Германия |                             | 3                           |
| Этапы юниорского Гран-при: Венгрия  |                             | 4                           |
| Этапы юниорского Гран-при: ЮАР      | 2                           |                             |
| Национальные                        |                             |                             |
| Первенство США среди юниоров        | 3                           | 3                           |

(с Т.Маккернан)
| Соревнования                              | 06/07                       | 07/08                       |
| Международные среди юниоров               | Международные среди юниоров | Международные среди юниоров |
| ----------------------------------------- | --------------------------- | --------------------------- |
| Этапы юниорского Гран-при: Австрия        |                             | 5                           |
| Этапы юниорского Гран-при: Тайвань        | 6                           |                             |
| Этапы юниорского Гран-при: Мексика        | 3                           |                             |
| Этапы юниорского Гран-при: Великобритания |                             | 4                           |
| Национальные                              |                             |                             |
| Первенство США среди юниоров              | 4                           | 2                           |